# Исаев, Аскар Исаевич
Аскар Исаевич Исаев (1931, Фрунзе — 22 августа 2016, Бишкек) — советский и киргизский архитектор, скульптор и поэт-песенник, председатель правления Союза архитекторов Киргизской ССР (1959—1961, 1986—1991), заслуженный архитектор Киргизской ССР.

## Биография
В 1955 г. окончил Московский архитектурный институт. Ученик скульптора Ольги Мануйловой. Член Союза архитекторов СССР с 1957 г.
С 1955 г. работал в проектном институте «Киргизгипросельстрой».
- 1960—1968 гг. — в Государственном комитет по строительству Киргизской ССР: начальником отдела планировки и застройки городов, руководителем филиала «Казгипроторг»,
- 1968—1971 гг. — главный архитектор города Фрунзе,
- 1971—1984 гг. — руководитель мастерской института «Фрунзегорпроект». Затем — главный архитектор проектов.

В 1959—1961, 1986—1991 гг. — председатель правления Союза архитекторов Киргизской ССР.
Наиболее значимые проекты:
- проект Дома правительства (ныне — Жогорку Кенеш) (1974),
- куранты на башне Центрального почтамта (1980),
- памятник М. В. Фрунзе в городе Фрунзе (скульпторы Л. М. Дубиновский, А. И. Посядо; в составе коллектива архитекторов),
- ресторан «Сейил» в городе Фрунзе (в составе коллектива),
- огонь Вечной славы в Дубовом парке в городе Фрунзе,
- 112-квартирный жилой дом с гастрономом «Иссык-Куль» в городе Фрунзе,
- Памятник В. И. Ленину в городе Фрунзе (скульпторы А. Кибальников, Т. Садыков, в составе коллектива),
- Дом связи в городе Фрунзе (в составе коллектива — руководитель),
- Раздел «Киргизская ССР» на Всемирных выставках (в качестве главного художника раздела),
- столовая строительного техникума в городе Фрунзе.

Также является автором двух поэтических сборников. Его перу принадлежат известные песни «Таң сыры», «Эңсөө», «Элегия», «Жаш курак» и другие.

## Награды и звания
Награждён орденом «Знак Почета», Почетной грамотой Верховного Совета Киргизской ССР, грамотой Верховного Совета Киргизской ССР, медалью «За доблестный труд. В ознаменование 100-летия со дня рождения В. И. Ленина».
Заслуженный архитектор Киргизской ССР (1974).